# Kandyba

Ansicht von Çataloluk (Kandyba)

Kandyba (lyk. Xākbi, griech. Κάνδυβα, lat. Candyba, Candiba, heute türk. Çataloluk, umgangssprachlich weiterhin Gendibe) ist ein antiker Ort in Lykien, im Südwesten der heutigen Türkei. Die Gleichsetzung mit dem in hethitischen Urkunden genannten Stadt Ḫinduwa ist unsicher.

## Lage
Die antike Siedlung liegt auf einer Bergkuppe (790 m ü. M.) am Rande der zentrallykischen Kasaba-Ebene, ca. 13 km nördlich von Kaş. Das heutige kleine Dorf (740 m ü. M.) liegt im Süden der Ruinenstätte.

## Bedeutung
Kandyba gehörte in der Antike zu den kleineren Städten Lykiens, war aber eigenständige Polis mit Stimmrecht im Lykischen Bund und prägte eigene Münzen. In der Spätantike und in byzantinischer Zeit war Kandyba Bischofssitz.